# Volume Up (singolo)
Volume Up è il primo singolo delle 4Minute estratto dal loro terzo Ep Volume Up.
La canzone è stata registrata nel 2012.

## Pubblicazione
Le 4minute aveva originariamente previsto un ritorno per febbraio. Tuttavia, il loro ritorno è stato rimandato più volte. Il loro mini-album è stato finalmente pubblicato il 9 aprile.
L'immagine primo teaser è stato distribuito il 3 aprile, con titolo e tracklist dell'Ep. Un'altra immagine di rompicapo è stato distribuito il 4 aprile. Due video trailer musicali sono stati distribuiti il 6 e il 7 aprile.
Il 9 aprile 2012, le ragazze hanno rivelato ufficialmente il loro mini-album, e nello stesso giorno, video musicale della canzone del titolo in anteprima.

## Esibizioni dal vivo
Le 4Minute hanno promosso la title track Volume Up  insieme al brano Dream Racer. Fanno il loro fase ritorno a spettacoli musicali tra cui M Mnet! Countdown, musica Bank di KBS, Mostra di MBC! Musica Core e Inkigayo di SBS dal 12 aprile al 15 aprile.

## Tracce
1. Volume Up
2. Volume Up (Japanese Version) (bonus Track for Japan)

## Video musicale
Il set video musicale per "Volume Up" ha riferito un costo di 132538 $ dollari. Il video musicale è caratterizzato da uno stile gotico che assomiglia ad un castello del Medioevo. Partendo con tagli individuali dei membri, la telecamera a una vista completa della bella serie che ha un soffitto alto che permette in un solo la giusta quantità di luce.
Il video musicale è stato pubblicato il 6 aprile e il video musicale completo è stato pubblicato il 9 aprile 2012.

## Classifiche
| Classifica                 | Posizione massima |
| -------------------------- | ----------------- |
| Gaon Digital chart         | 2                 |
| Gaon Streaming chart       | 1                 |
| Gaon Download chart        | 5                 |
| Gaon BGM chart             | 3                 |
| Gaon Mobile Ringtone chart | 1                 |